# William Tecumseh Sherman
William Tecumseh Sherman (Lancaster, 8 de febrero de 1820-Nueva York, 14 de febrero de 1891) fue un militar, educador y escritor estadounidense. Su celebridad viene de su participación con el rango de general en la guerra civil de Estados Unidos (1861-1865), donde recibió tanto elogios por su eficiente utilización de la estrategia militar, como también fuertes cuestionamientos por su implacable política de tierra arrasada que aplicó en la llamada guerra total contra el enemigo. Esta política le ha merecido el calificativo, por parte de algunos autores, de «el primer general moderno».
En 1864, Sherman sustituyó a Ulysses Grant como comandante de la Unión en el frente occidental de la guerra. Dirigió la captura de la estratégica ciudad de Atlanta, un éxito militar que contribuyó a la reelección del presidente Abraham Lincoln. Sherman marchó posteriormente a través de Georgia y de las Carolinas a través de pequeñas escaramuzas, aplicando una destrucción a gran escala de las plantaciones de algodón y otras estructuras, con el objetivo de socavar la capacidad y la voluntad de los confederados que continuaban peleando por su independencia. Sherman aceptó la rendición de todos los ejércitos de la Confederación en las Carolinas, Georgia y Florida en abril de 1865. Sin embargo los términos de la negociación fueron considerados demasiado generosos por el ministro de la Guerra de los Estados Unidos Edwin Stanton, quien ordenó cambiarlos al general Grant.
Cuando Grant se convirtió en presidente de los Estados Unidos en marzo de 1869, Sherman lo sustituyó como comandante general del Ejército. Mostró su capacidad en el ejército desde 1869 hasta 1883 y fue el responsable de la participación del Ejército de los Estados Unidos en las Guerras Indias durante ese período. Se negó a participar en la política y en 1875 publicó sus Memorias.

## Primeros años
Sherman nació el 8 de febrero de 1820 en Lancaster, Ohio, cerca de las riberas del río Hocking. Su padre, Charles Robert Sherman, un exitoso abogado que trabajaba en la Suprema Corte de Ohio, murió repentinamente en 1829. Le sobrevivió su viuda, Mary Hoyt Sherman, quien quedó a cargo de once hijos y sin herencia alguna. Después de esta tragedia, Sherman, entonces de nueve años, fue criado por un vecino de Lancaster, amigo de la familia, el abogado Thomas Ewing, un prominente miembro del Whig quien serviría como senador por Ohio y como primer Secretario del Interior. Sherman era por nacimiento pariente distante de la políticamente influyente familia Baldwin, Hoar y Sherman, y creció admirando al prócer de Estados Unidos y padre de la patria, Roger Sherman.
El hermano mayor del futuro general Sherman, Charles Taylor Sherman, se convirtió con los años en juez federal. Uno de sus hermanos menores, John Sherman, sirvió como senador de Estados Unidos y secretario del Gabinete. Otro de sus hermanos menores, Hoyt Sherman, fue un destacado banquero. Por último, dos de sus hermanos adoptivos sirvieron en el Ejército de la Unión durante la Guerra de Secesión, alcanzando ambos el grado de Major general: Hugh Boyle Ewing, más tarde embajador y escritor de renombre y Thomas Ewing, Jr., quien serviría como abogado en los juicios militares contra los implicados en el asesinato de Lincoln.

### El nombre propio de Sherman
El inusual nombre propio de Sherman siempre ha sido objeto de considerable atención. Sherman mismo reporta que su segundo nombre surgió debido a que su padre "profesó una gran admiración por el gran jefe de los shawnees, Tecumseh". Desde la publicación en 1932 de la biografía Sherman: Fighting Prophet (Sherman: el profeta luchador) se ha escrito a menudo que, en su infancia, Sherman fue llamado simplemente Tecumseh. De acuerdo a estos recuentos, Sherman solamente adquirió su primer nombre 'William' a la edad de nueve o diez años, después de la muerte de su padre, cuando fue criado en el hogar de los Ewing. Su madre adoptiva, Maria Ewing, quien era de ascendencia irlandesa, fue una devota católica. En el hogar de los Ewing, Sherman fue bautizado por un sacerdote dominico, quien supuestamente le puso el nombre de William (Guillermo) porque el evento tuvo lugar el día de la festividad de San Guillermo de Vercelli. No obstante, este colorido relato es bastante dudoso. El mismo Sherman declara en sus Memorias que su padre lo llamaba William Tecumseh, y hay evidencias que corroboran que Sherman fue bautizado de niño por un ministro presbiteriano quien le dio el nombre de William desde entonces. Ya como adulto, Sherman firmó toda su correspondencia —incluso a su esposa— "W.T. Sherman", pero sus amigos cercanos y familiares siempre lo llamaron por su sobrenombre: 'Cump'. A despecho de haber sido bautizado dos veces en su juventud, Sherman no se adhirió a ninguna religión organizada durante la parte final de su vida adulta, aunque su esposa, Ellen Ewing Sherman, fue una devota católica y su hijo Thomas se hizo asimismo sacerdote católico. De acuerdo a los relatos del propio Thomas, Sherman asistió regularmente al templo católico hasta el estallido de la Guerra Civil, pero no después.

## Guerra civil
Sherman sirvió bajo las órdenes del general Ulysses S. Grant en 1862 y 1863 durante las campañas que condujeron a la caída de la fortaleza confederada de Vicksburg en las cercanías del río Misisipi y que culminaron con la expulsión de las tropas confederadas del estado de Tennessee. En 1864, Sherman sucedió a Grant como comandante de las fuerzas de la Unión en el teatro occidental de operaciones. Allí lideró a sus tropas en la captura de la ciudad de Atlanta, un éxito militar que contribuyó decisivamente para la reelección del presidente Abraham Lincoln en 1864, sobre su contendiente el exgeneral George McClellan. La posterior marcha hacia el mar de Sherman a través de Georgia y las Carolinas deterioró aún más la capacidad de la Confederación para continuar la lucha. Sherman aceptó la rendición de todos los ejércitos confederados de las Carolinas, Georgia y Florida en abril de 1865. Luego de la Guerra Civil, Sherman fue nombrado comandante general del ejército (1869-1883) y como tal le correspondió la conducción estadounidense en las guerras anticoloniales indígenas en el oeste de Estados Unidos. Rehusó tenazmente participar en política y en 1875 publicó sus memorias, una de las fuentes de primera mano sobre la guerra civil más conocidas.

## Estrategia

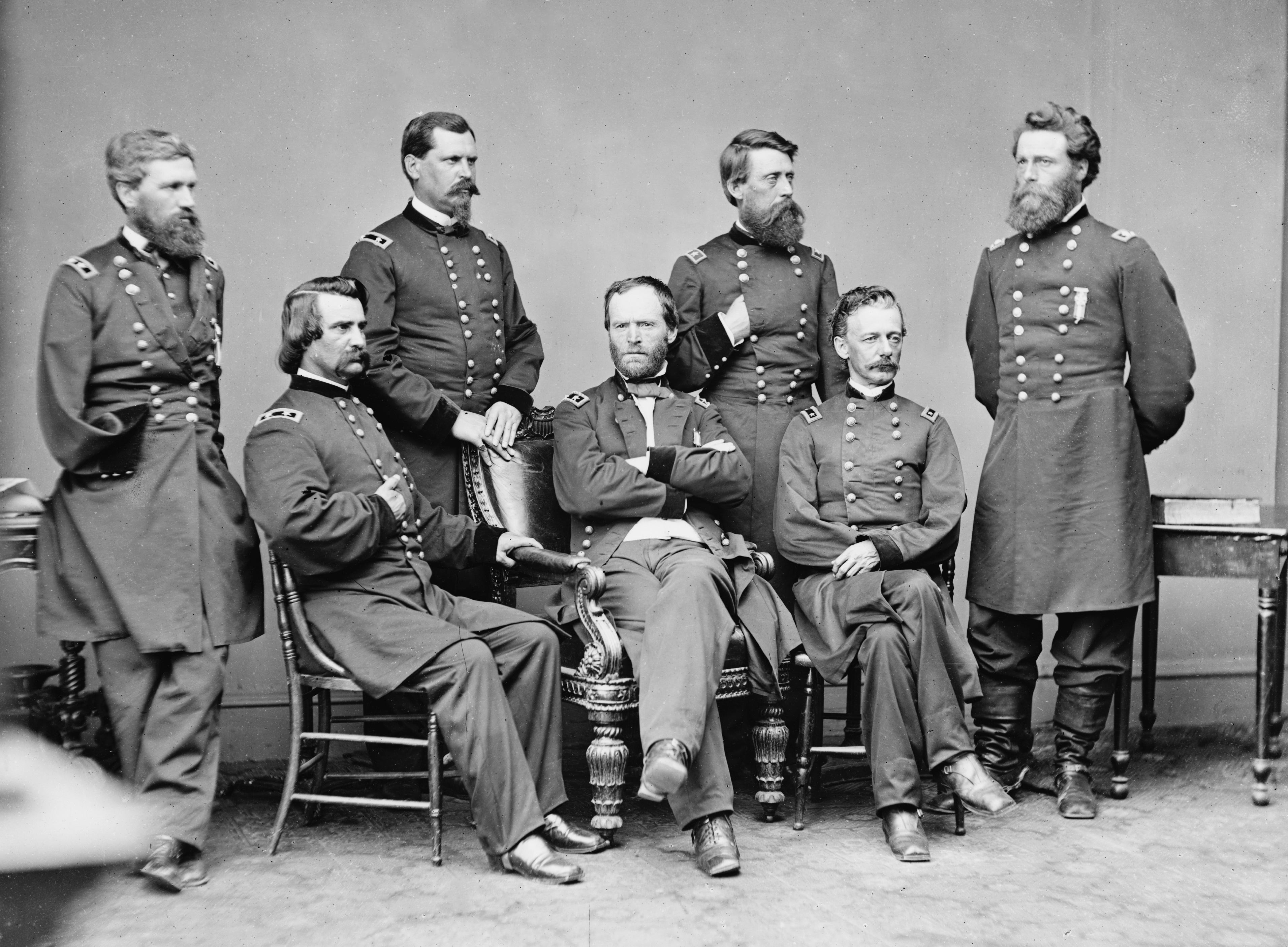
Sherman y su Estado Mayor, en una fotografía de Mathew Brady.

El historial del general Sherman como táctico es diverso, y su legado militar reside principalmente en su control de la logística y en su brillantez como estratega. El influyente historiador y teórico militar británico del siglo XX Basil Liddell Hart, catalogó a Sherman como uno de los más importantes estrategas en los anales de la guerra de todos los tiempos, a la altura de Escipión el Africano, Belisario, Napoleón Bonaparte, T. E. Lawrence y Erwin Rommel. Liddell Hart reconoció en Sherman un maestro de la guerra de maniobras (también conocida como el «enfoque indirecto»), tal como lo demostró por su serie de movimientos de avance y retroceso contra el general Johnston durante la campaña de Atlanta. Liddell Hart también afirmó que el estudio de las campañas de Sherman contribuyó significativamente en su propia obra Teoría de la estrategia y tácticas en la guerra mecanizada, que a su vez influyó en la doctrina de la Blitzkrieg de Heinz Guderian y en la utilización de los tanques por Rommel en la Segunda Guerra Mundial.
La mayor contribución de Sherman a la guerra, la «estrategia de guerra total», respaldada por el general Grant y por el presidente Lincoln, ha sido objeto de gran controversia. El mismo Sherman minimizaba su propio rol en la cuestión diciendo a menudo que él sólo estaba obedeciendo las órdenes que tenía según su mejor entender, con el fin de cumplir con su parte en el plan maestro de Grant para terminar la guerra.

## Sherman y la Guerra Total

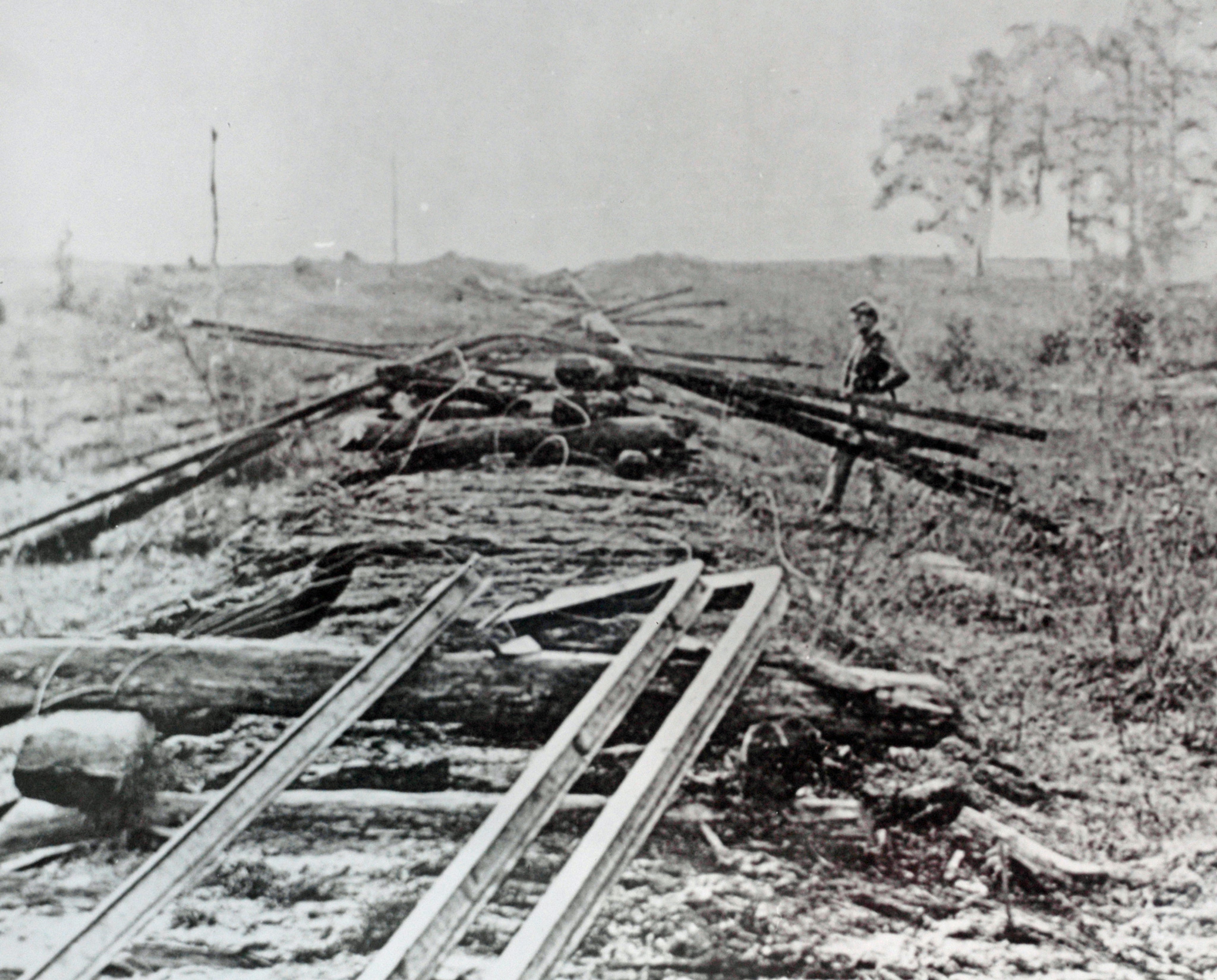
Las "corbatas" de Sherman.

Al igual que Grant, Sherman estaba convencido de que la capacidad estratégica, económica y psicológica de la Confederación para sostener la guerra tenía que ser definitivamente destruida para que la lucha llegara a su fin. De este modo, pensaba que la Unión tenía que conducir la campaña como una guerra de conquista y emplear tácticas de tierra arrasada para quebrar la columna dorsal de la Confederación.
Desde mediados de 1864 y hasta diciembre del mismo año, Sherman dirigió una vasta fuerza de casi 70.000 soldados del Norte en su denominada "marcha hacia el mar", atravesando los estados de Carolina del Norte, Carolina del Sur y Georgia para llegar al Océano Atlántico y cruzar así el territorio de los confederados, dejando tras de sí un rastro de devastación total. El avance de Sherman a través de Georgia y Carolina del Sur se caracterizó por la destrucción generalizada de suministros civiles, edificios y estructuras, unido algunas veces a acciones de saqueo, que aunque estaban oficialmente prohibidas, existen desacuerdos sobre el grado de predisposición de Sherman para hacer cumplir esta disposición. La velocidad y eficiencia de la destrucción causada por las fuerzas de Sherman es destacable. La práctica de doblar raíles alrededor de árboles dejando tras de sí las famosas «corbatas de Sherman», hacía las reconstrucciones muy difíciles para la Confederación, que carecía de industria pesada que le permitiera reparar los daños. Acusaciones sobre el ataque a blancos civiles y la comisión de crímenes de guerra en la marcha, han hecho de Sherman una figura controvertida hasta el día de hoy, particularmente en el Sur, siendo elogiado por el fin que perseguía de acabar la guerra cuanto antes y condenado al acusársele de una serie de destrucciones atroces en territorios habitados exclusivamente por civiles. La devastación causada por las tropas de Sherman incluyó a la ciudad de Atlanta (una de las urbes más prósperas y ricas de la Confederación) y no se detuvo hasta fines de diciembre de 1864 al tomar (e incendiar en gran parte) el puerto de Savannah, en Georgia.
El daño causado por Sherman estuvo limitado casi exclusivamente a la destrucción de la propiedad. Aunque no hay cifras exactas disponibles, la pérdida de vidas humanas parece haber sido muy pequeña. La destrucción de víveres e infraestructura, en conjunto con la disminución de la moral del enemigo, eran los objetivos señalados explícitamente por Sherman, lo que fue comentado por sus contemporáneos. Así, el mayor Henry Hitchcock, sureño oriundo de Alabama pero que servía en el comando de Sherman, declaró al respecto que «es una cosa terrible destruir los bienes y el sustento de miles de personas, pero que si la estrategia de tierra arrasada funciona para la acción de paralizar a sus esposos y padres que están peleando, entonces es una cosa buena al final».
La severidad de los actos de destrucción por las tropas de la Unión fue significativamente mayor en Carolina del Sur que en Georgia o Carolina del Norte. Esto parece haber tenido como origen la feroz animosidad entre los soldados nordistas y sus oficiales contra el estado que ellos señalaban como «la madriguera de la rebelión». Una de las acusaciones más serias contra Sherman es el haber permitido el incendio de la ciudad de Columbia por sus soldados. El historiador James M. McPherson dice, sin embargo, al respecto: «El estudio más completo y desapasionado de esta controversia permite culpar a ambos bandos en distintas proporciones, incluyendo a las autoridades confederadas, por el desorden que caracterizó la evacuación de Columbia, dejando cientos de hatos de algodón en las calles (algunos quemándose) y enormes cantidades de licor sin destruir... Sherman no incendió deliberadamente Columbia; la mayoría de los soldados de la Unión, incluyendo al propio general, trabajaron durante la noche apagando los incendios».

### Evaluación actual
Después de la caída de Atlanta en septiembre de 1864, Sherman ordenó la evacuación de la ciudad antes de incendiarla y destruirla. Cuando el concejo municipal de ella apeló al general para que rescindiera la orden sobre la base de que causaría graves penurias a mujeres, ancianos, niños y a personas que no tenían responsabilidad en la conducción de la guerra, Sherman envió una respuesta en la que justificaba su actuación en el convencimiento de que una paz duradera sólo sería posible con la restauración de la Unión, y de ese modo él estaba resuelto a hacer todo lo necesario y que estuviera a su alcance para aplastar la rebelión: 

Ustedes no pueden calificar la guerra en términos más duros de lo que yo haré. La guerra es crueldad, y ustedes no la pueden civilizar; y aquellos que llevaron la guerra a nuestro país merecen todas las maldiciones y condenas que la gente pueda verter sobre ellos.(...) Si los Estados Unidos permiten una división ahora, esto no parará y seguirá hasta que lleguemos al mismo destino de México, que es la guerra eterna.(...) Quiero la paz, y creo que sólo se puede alcanzar a través de la unión y de la guerra, y conduciré siempre la guerra con el propósito de un éxito temprano y perfecto.

Si bien hay quienes piensan que Sherman es el predecesor de la inhumanidad y brutalidad de las guerras en gran escala del siglo XX, otros piensan que en comparación con otros conflictos, como la guerra anglo-bóer (1899-1902) donde todos los civiles fueron objetivos militares sin distinción alguna debido a su apoyo a la resistencia armada, el historiador Hermann Giliomee declara que Sherman emerge como «un comandante que logró un mejor balance que los oficiales británicos entre severidad y contención al tomar acciones proporcionales a las necesidades legítimas de la guerra», y es visto como el precursor de una forma de guerra que está acorde con las exigencias de los conflictos armados modernos, y que en su caso fueron efectivas y justas.
Ocupó el cargo de Secretario de Guerra de los Estados Unidos de forma interina en 1869, tras el fallecimiento de John Aaron Rawlins.

### Muerte
Sherman murió de neumonía en la Ciudad de Nueva York a la una y cincuenta de la tarde el 14 de febrero de 1891, seis días después de su aniversario 71.º El presidente Benjamín Harrison envió un telegrama a la familia del general Sherman y ordenó que las banderas en la nación ondearan a media asta.

### El nombre Sherman en las fuerzas armadas

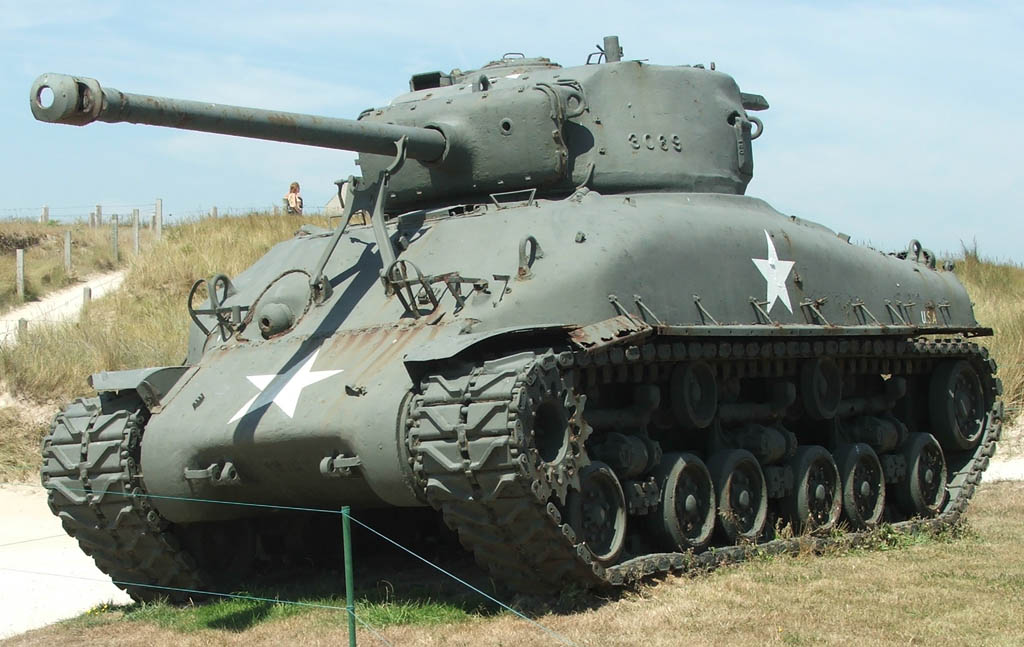
Un tanque M4 Sherman

- Sherman prestó su nombre a un carro de combate durante en la Segunda Guerra Mundial. Oficialmente llamado Medium Tank, M4, adquirió el nombre Sherman Firefly del Ejército británico, que recibió tanques M4 bajo la Ley de Préstamo y Arriendo. El nombre combinado "M4 Sherman" o simplemente "Sherman" se extendió al personal estadounidense y desde entonces se ha vuelto común referirse a él por ese nombre.

- El USS General Sherman, fue un cañonero de la Guerra Civil adquirido por la Armada de los Estados Unidos. Del Ejército de los EE. UU. En 1864, fue nombrado por Sherman. Después del final de la guerra civil estadounidense en 1865, el cañonero fue retirado del registro naval y enviada de regreso al Ejército.

- El Fuerte Sherman, fue una base del Ejército de los EE. UU., ubicada en Toro Point, Panamá, lleva el nombre de Sherman. La base fue desocupada por el ejército de los Estados Unidos y entregada a Panamá en 1999.